# Airco DH.2
El Airco DH.2 fue un caza biplano monoplaza propulsor británico que operó durante la Primera Guerra Mundial. Fue el segundo diseño propulsor del ingeniero aeronáutico Geoffrey de Havilland para Airco, basado en su anterior biplaza DH.1.
El desarrollo de cazas de configuración propulsora, como el DH.2 y el F.E.2b, permitió contar con armamento de fuego frontal antes del desarrollo de mecanismos de sincronización como los instalados en el caza monoplano alemán Fokker Eindecker. El prototipo del DH.2 realizó su primer vuelo en julio de 1915, pero se perdió el mes siguiente, durante sus pruebas de servicio en el Frente Occidental.
El DH.2 se introdujo en el servicio de primera línea en febrero de 1916 y se convirtió en el primer caza monoplaza británico armado de forma efectiva. Permitió a los pilotos del Real Cuerpo Aéreo (RFC) contrarrestar el "azote Fokker" que había dado ventaja a los alemanes a finales de 1915. Sirvió en tareas de combate y de escolta durante casi dos años, mientras numerosos pilotos se convertían en ases de la aviación utilizando este modelo. Fue superado por los cazas alemanes más nuevos, lo que resultó en la retirada final del DH.2 del servicio de primera línea en Francia, después de que las unidades del RFC completaran el proceso de reequipamiento con cazas más modernos, como el Nieuport 17 y el Airco DH.5, en junio de 1917.

## Desarrollo
Cuando estalló la Primera Guerra Mundial, el ingeniero aeronáutico Geoffrey de Havilland ya era un diseñador de aviones experimentado, habiendo sido responsable del modelo experimental Royal Aircraft Factory F.E.1, del Royal Aircraft Factory F.E.2 y del Blériot Scout B.S.1, siendo el B.S.1 el avión británico más rápido de su época. En junio de 1914, De Havilland dejó la Royal Aircraft Factory para ir a Airco, donde continuó trabajando en sus propios diseños, siendo el primero el Airco DH.1, que seguía una fórmula similar a la del F.E.2.
Los primeros combates aéreos en el Frente Occidental indicaron la necesidad de un caza monoplaza con una ametralladora que disparara hacia adelante. En ese momento no había un enfoque dominante para armar a los cazas, pero la configuración propulsora era una de las respuestas. Como los británicos aún no disponían de ningún medio para disparar hacia adelante a través de la hélice de un avión tractor, Geoffrey de Havilland diseñó el DH.2 como un desarrollo monoplaza a escala reducida del anterior DH.1 biplaza. El autor de aviación J.M. Bruce especuló que si hubiera habido un mecanismo de sincronización adecuado, probablemente De Havilland habría optado menos por una configuración propulsora.
Aunque popularmente se lo considera una respuesta a la aparición de los cazas monoplano Fokker Eindecker de Alemania, su desarrollo no estaba específicamente dirigido contra ese modelo, ya que se comenzó antes de la llegada del mismo. El primer prototipo del DH.2 realizó su primer vuelo en julio de 1915. Tras completar sus pruebas de fábrica, el 26 de julio de 1915 el prototipo fue enviado a Francia para realizar su evaluación operativa, pero se perdió en el Frente Occidental y fue capturado por los alemanes.
A pesar de la pérdida prematura del prototipo, se ordenó la fabricación en serie del DH.2. El avión de producción era en general similar al prototipo, con las únicas modificaciones importantes siendo un sistema de combustible y una disposición revisada del montaje del arma. Las entregas del DH.2 comenzaron durante la segunda mitad de 1915 y, según los informes, un puñado de aviones estaba operando en Francia antes de fin de año. Airco fabricó un total de 453 DH.2.

## Diseño

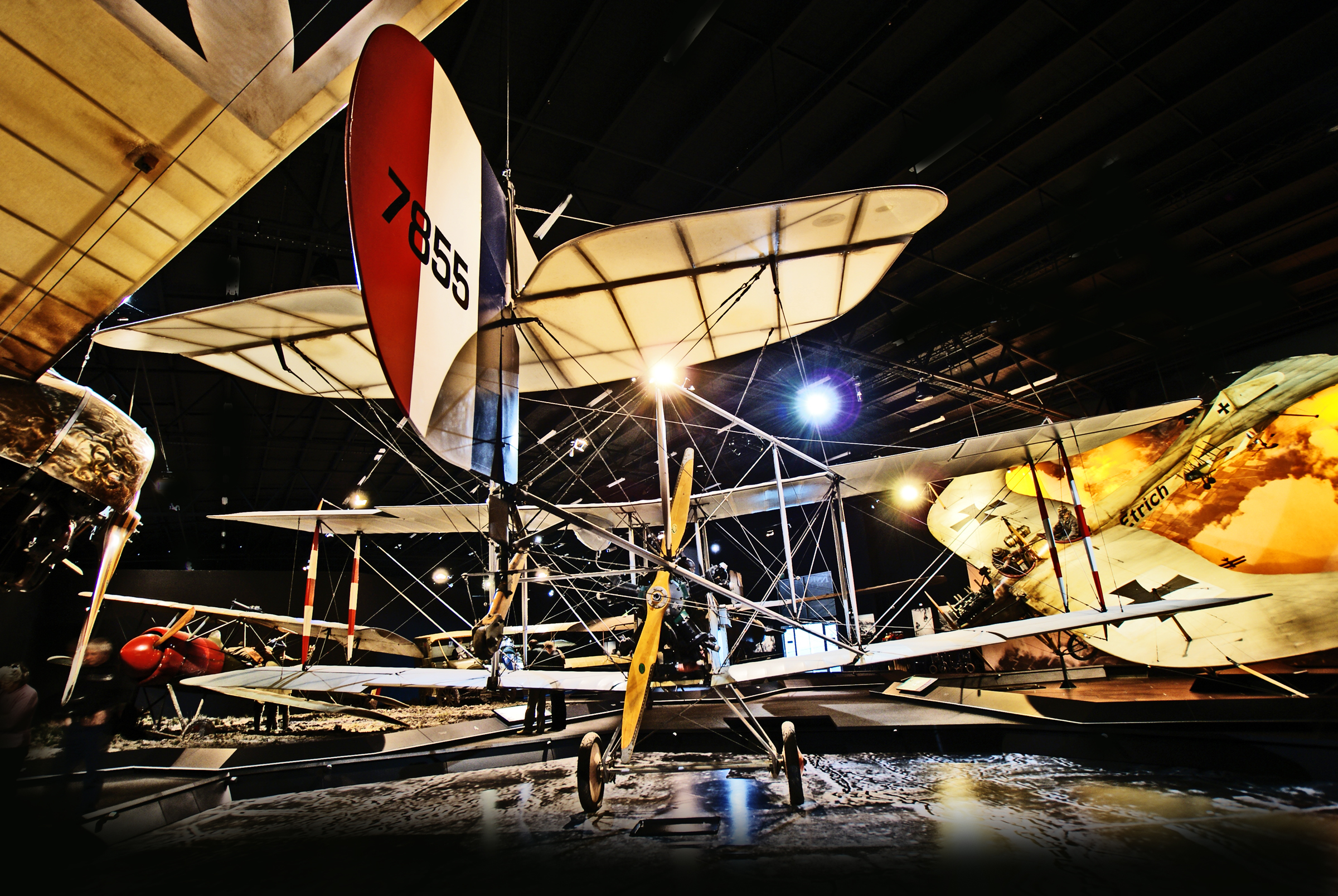
Vista posterior de una reproducción del DH.2.

El Airco DH.2 era un avión de caza biplano compacto de dos vanos. Tenía una estructura de madera, reforzada mediante cables y recubierta con tela en la mayoría de las áreas, excepto en el morro de la góndola y en la cubierta superior. Tanto las alas superiores como las inferiores tenían alerones instalados. Los alerones superiores estaban accionados por muelles para volver automáticamente a una posición neutra cuando se soltaban los mandos. La parte superior del morro de la góndola fue recortada para poder montar allí una ametralladora. Curiosamente, el parabrisas estaba montado en la ametralladora, en lugar de en el fuselaje.
El DH.2 estaba armado con una única ametralladora Lewis de 7,7 mm que estaba montada sobre un montaje flexible. Una vez que los pilotos aprendieron que el mejor método para lograr una victoria era apuntar el avión en lugar del arma, se fijó para que disparara hacia adelante, aunque las autoridades superiores lo recibieron con escepticismo hasta que se ideó un cargador de suelta rápida a nivel de escuadrón. El cargador fue ideado por el comandante Lanoe Hawker, que también mejoró las miras y agregó una mira de aro y un "modelo de puntería" que permitía al artillero hacer puntería por anticipación sobre un objetivo.
La mayoría de los DH.2 estaban propulsados por el motor rotativo Gnôme Monosoupape de nueve cilindros refrigerado por aire de 75 kW (100 hp), aunque los modelos posteriores recibieron el motor Le Rhône 9J de 82 kW (110 hp), de configuración similar pero muy mejorado. Algunas fuentes afirman que el Monosoupape se mantuvo en el diseño del DH.2 a pesar de una tendencia a perder cilindros en el aire y que un solo DH.2 fue equipado experimentalmente con un Le Rhône 9J. Además de la variedad de motores utilizados, el sistema de combustible también difería entre cada avión. Normalmente se utilizaba un depósito de combustible alimentado por gravedad, pero podía estar ubicado en la sección central del ala superior, o por encima o por debajo del ala superior del lado de babor.

## Servicio operacional

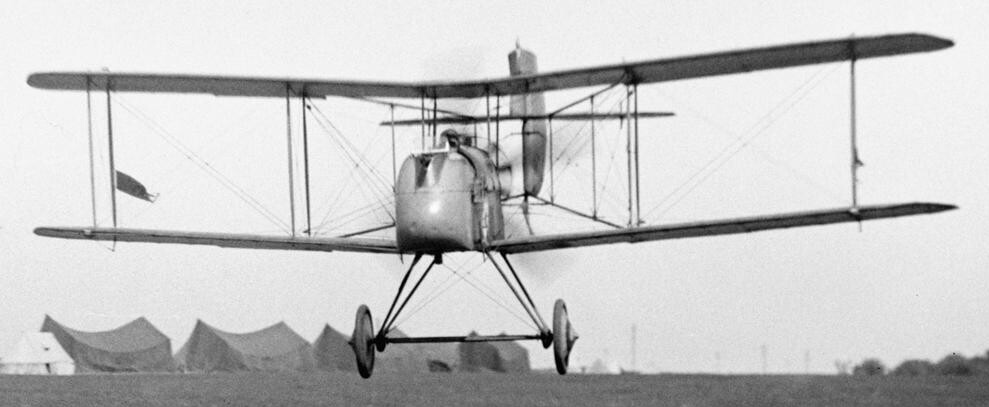
El primer DH.2 despegando del aeródromo de Beauvel, Francia.

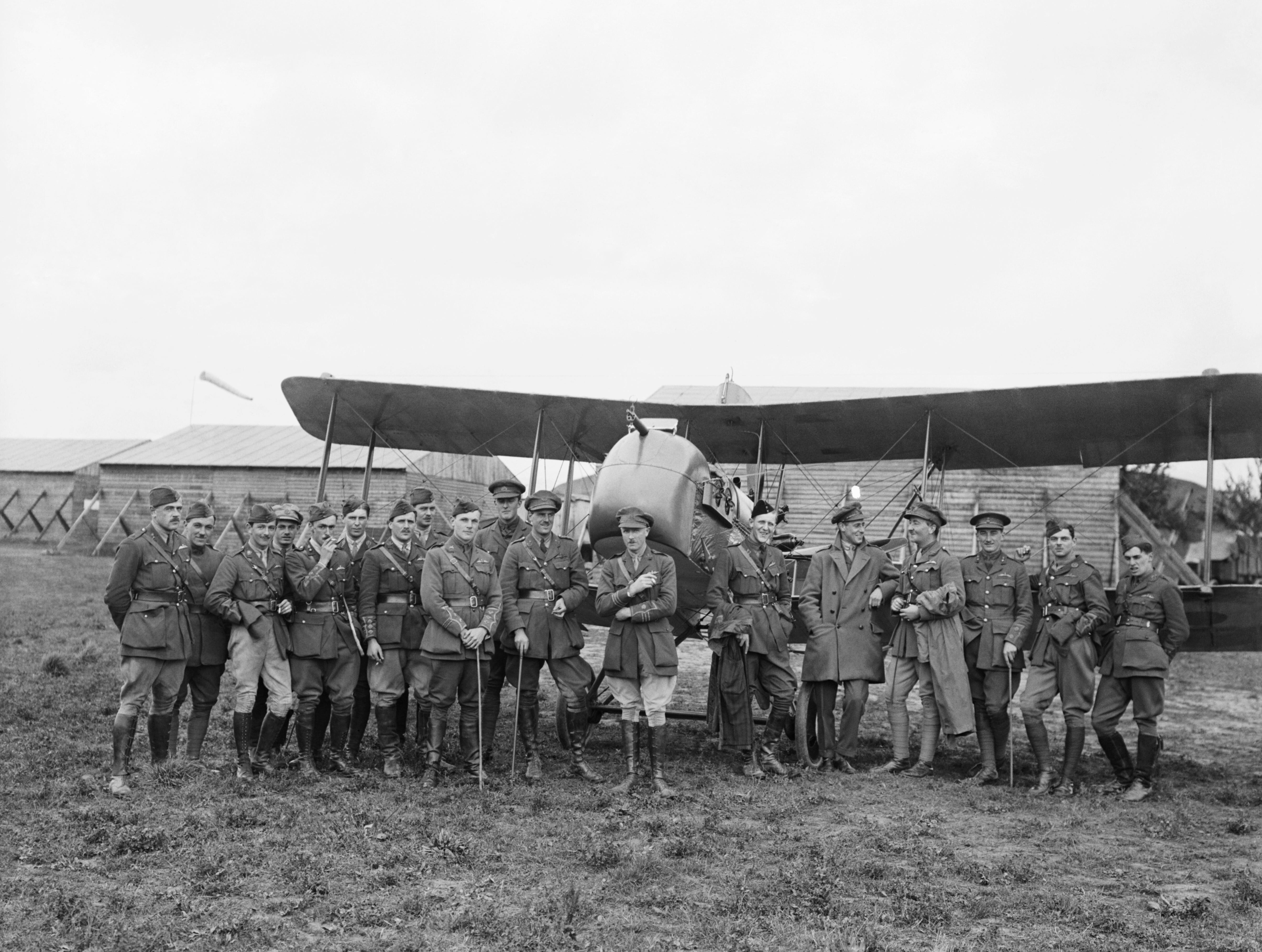
Personal del 32.º Escuadrón del RFC, delante de un DH.2 en Beauval, 1916.

Después de la evaluación realizada en Hendon el 22 de junio de 1915, el primer DH.2 llegó a Francia para realizar pruebas operacionales con el Escuadrón N.º 5 del RFC, pero fue derribado, muriendo su piloto, a principios de agosto del mismo año. Este avión fue recuperado y reparado por los alemanes. El primer escuadrón equipado con el DH.2, y primer escuadrón del RFC completamente equipado con cazas monoplaza, el N.º 24 del RFC, llegó a Francia a principios de febrero de 1916.
El DH.2 finalmente equipó siete escuadrones de caza en el Frente Occidental y demostró ser más que un rival para el Fokker Eindecker, pudiendo haberse producido la primera victoria del DH.2 sobre un Eindecker el 2 de abril de 1916. Los DH.2 estuvieron muy involucrados en la batalla del Somme, con el Escuadrón N.º 24 participando en 774 combates y reclamando 44 máquinas enemigas. El entrenamiento de servicio para los pilotos en el RFC era deficiente, y el DH.2 tuvo inicialmente una alta tasa de accidentes, supuestamente ganándose el apodo de "The Spinning Incinerator" (El Incinerador Giratorio), pero a medida que mejoraba la familiaridad con el modelo se reconoció que era maniobrable y relativamente fácil de volar.
El limitado suministro de munición de la instalación original del arma resultó ser inadecuado. Aunque oficialmente se desaconsejó su uso, los pilotos experimentaron con diferentes configuraciones de armas, incluida una configuración fija de dos armas. Además, el soporte original de la ametralladora fue criticado por estar suelto y ser inestable, y por estorbar a la palanca control cuando estaba elevado. Los DH.2 volaban rutinariamente con las armas fijadas en posición.
La llegada al frente de cazas biplanos tractores alemanes más potentes, como el Halberstadt D.II y el Albatros D.I, a finales de 1916, significó que el DH.2 quedó a su vez superado. Permaneció en servicio de primera línea hasta junio de 1917 en Francia, hasta que el Escuadrón N.º 24 y el N.º 32 del RFC fueron reequipados con Airco DH.5, y unos pocos permanecieron en servicio en Macedonia, incluido el Destacamento "A" del Escuadrón N.º 47 y un escuadrón de caza conjunto del RFC/RNAS, y con el Destacamento "X", en Palestina hasta finales de 1917. Para entonces, ya estaba peligrosamente obsoleto como caza. El DH.2 se utilizó posteriormente como entrenador avanzado y para realizar otras tareas secundarias; el último uso registrado de un DH.2 fue un único ejemplar que volaba en RAF Turnhouse en enero de 1919.

### Ases
Entre los pilotos distinguidos del DH.2 se encontraba el galardonado con la Cruz Victoria Lanoe Hawker (siete victorias, aunque ninguna en el DH.2), que fue el primer comandante del Escuadrón N.º 24. El comandante del Escuadrón N.º 32, Lionel Rees, fue galardonado con la Cruz Victoria después de volar el DH.2 en un ataque en solitario contra una formación de diez biplaza alemanes el 1 de julio de 1916, destruyendo dos. James McCudden se convirtió en un as en el DH.2 y se convertiría en el cuarto as del Imperio británico de la guerra. El as y estratega alemán Oswald Boelcke murió durante un combate aéreo contra los DH.2 del Escuadrón N.º 24, debido a una colisión con uno de sus propios compañeros. Catorce ases consiguieron cinco o más victorias aéreas utilizando el DH.2, y muchos también obtuvieron mayores éxitos con modelos posteriores. Ocho pilotos consiguieron todas sus victorias con el DH.2, incluidos Harry Wood, Sidney Cowan, Hubert Jones, William Curphey, Maxmillian Mare-Montembault, Patrick Anthony Langan-Byrne, Eric Pashley y Selden Long. Lanoe George Hawker, V.C., D.S.O. y comandante del Escuadrón N.º 24, fue derribado mientras volaba un DH.2, por Manfred von Richthofen, que volaba un Albatros D.II.
| Piloto                       | Victorias |
| ---------------------------- | --------- |
| Patrick Anthony Langan-Byrne | 10        |
| Alan Wilkinson               | 10        |
| Selden Long                  | 9         |
| Arthur Gerald Knight         | 8         |
| Eric C. Pashley              | 8         |
| John Oliver Andrews          | 7         |
| Sidney Cowan                 | 7         |
| Hubert Jones                 | 7         |
| William Curphey              | 6         |
| Stanley Cockerell            | 5         |
| Henry Evans                  | 5         |
| James McCudden               | 5         |
| Robert Saundby               | 5         |
| Harry Wood                   | 5         |

## Operadores
Reino Unido
- Real Cuerpo Aéreo (la mayoría de las unidades operaban el DH.2 junto con otros modelos)

## Reproducciones

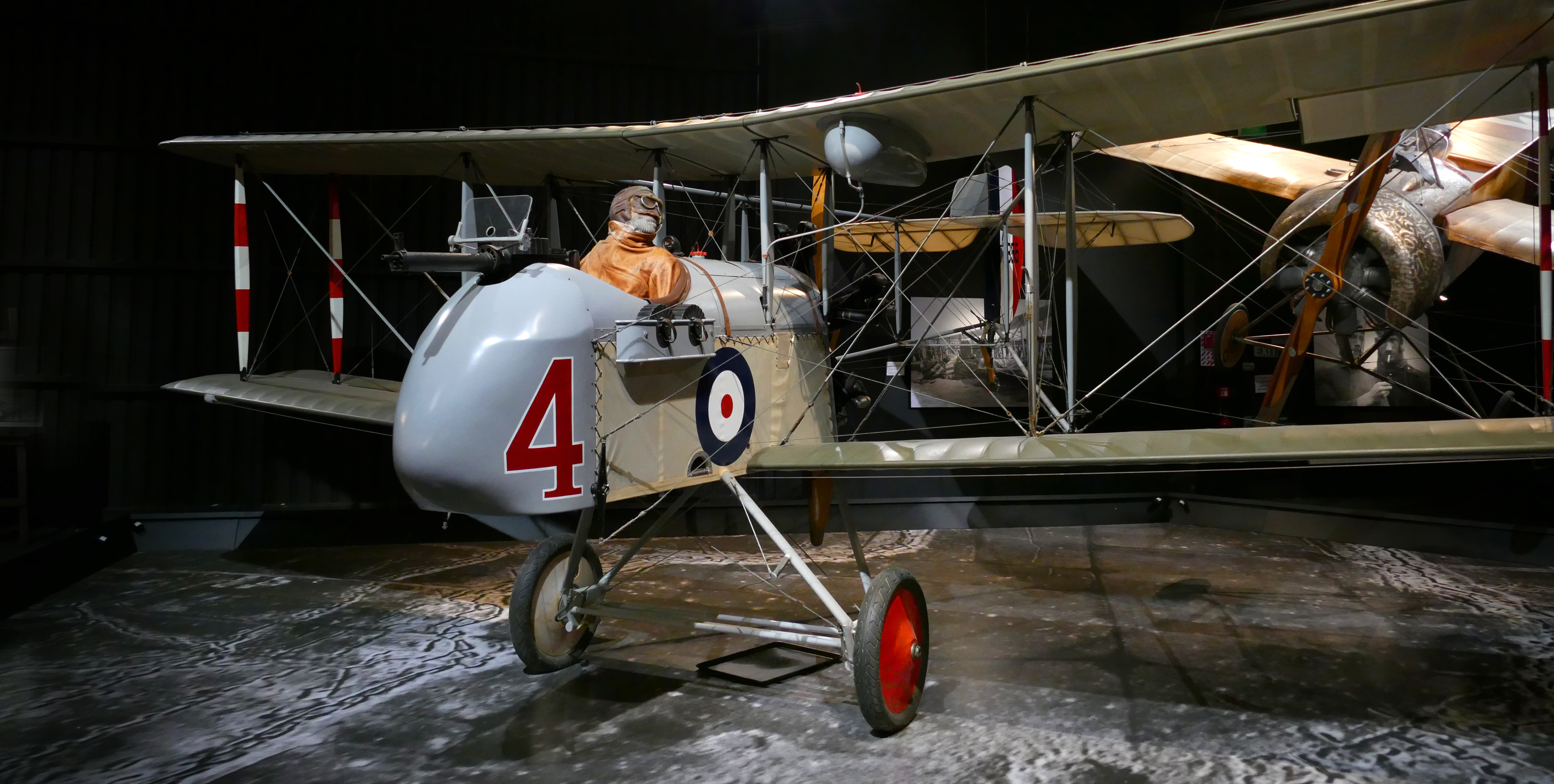
Reproducción de DH.2 en exposición en el Omaka Aviation Heritage Centre.

No existen DH.2 originales. En 1970, Walter M. Redfern de Seattle, Washington, construyó una réplica del DH.2 llamada Redfern DH-2, propulsada por un motor Kinner de 93-112 kW (125-150 hp). Posteriormente, Redfern vendió los planos a constructores amateur y varias de estas réplicas aún vuelan. La réplica original de Redfern se exhibe en el Omaka Aviation Heritage Centre en Blenheim (Nueva Zelanda).

## Especificaciones
Referencia datos: Warplanes of the First World War - Fighters Volume One,

### Características generales
- Tripulación: Uno (piloto)
- Longitud: 7,7 m (25,2 ft)
- Envergadura: 8,6 m (28,2 ft)
- Altura: 2,9 m (9,5 ft)
- Superficie alar: 23,1 m² (249 ft²)
- Peso vacío: 428 kg (943,3 lb)
- Peso máximo al despegue: 654 kg (1441,4 lb)
- Planta motriz: 1× motor rotativo de 9 cilindros refrigerado por aire Gnome Monosoupape.
  - Potencia: 75 kW (103 HP; 102 CV)
- Hélices: Integral DG 70 bipala de paso fijo, de madera[30]

### Rendimiento
- Velocidad máxima operativa (Vno): 150 km/h (93 MPH; 81 kt) a nivel del mar
- Alcance: 2 h 45 min
- Techo de vuelo: 4300 m (14 108 ft)
- Tiempo a altitud: 24 min 45 s para 3000 m (10 000 pies)

### Armamento
- Ametralladoras: 

  - 1x Lewis de 7,7 mm frontal
- Cohetes: Dos ejemplares fueron equipados con cohetes Le Prieur para atacar a globos de observación[31]

## Aeronaves relacionadas

### Desarrollos relacionados
- Redfern DH-2 (réplica)
- Nieuport 10
- Nieuport 11
- Nieuport 16
- Airco DH.1

### Aeronaves similares
- Avro 508
- Port Victoria P.V.4

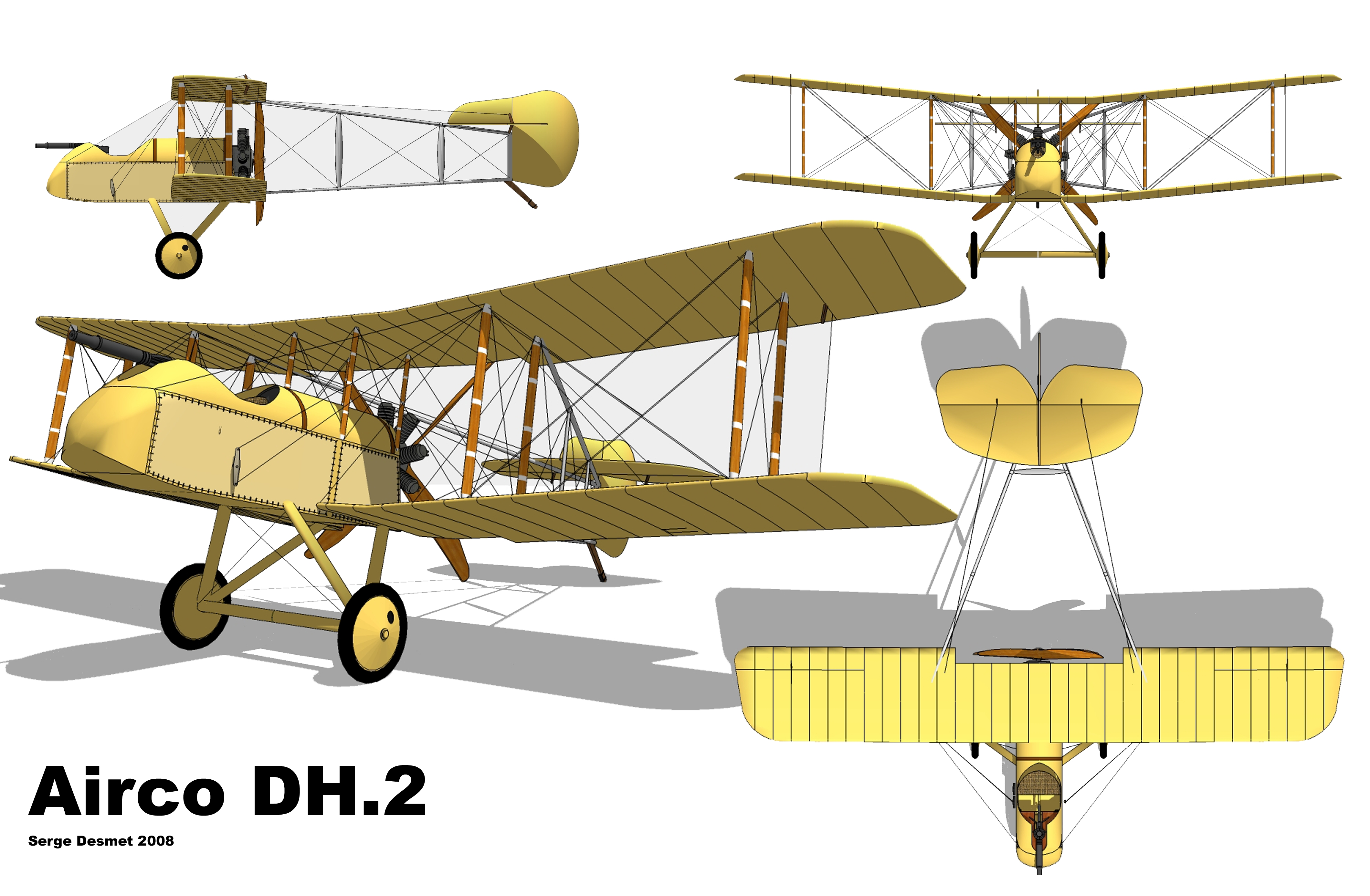
Dibujo 4 vistas del Airco DH.2.

- Royal Aircraft Factory F.E.8
- Vickers F.B.12

### Secuencias de designación
- Secuencia DH._ (interna de Airco): DH.1 - DH.2 - DH.3 - DH.4 - DH.5 →